# Польська партія любителів пива
Польська партія любителів пива (ППЛП) (пол. Polska Partia Przyjaciół Piwa, букв. «Польська партія друзів пива») — сатирична польська політична партія, заснована 1990 року сатириком Янушем Ревінським. Спочатку партія мала на меті пропагувати культурне пиття пива в пабах в англійському стилі замість горілки і таким чином боротися з алкоголізмом.
Жартівлива назва та розчарування політичними перетвореннями в Польщі спонукали деяких поляків проголосувати за партію. Характер заклику партії до своїх прихильників відобразився у частих висловлюваннях про те, що, можливо, з ППЛП на чолі «краще не буде, але точно буде смішніше».
Хоча все починалося як жарт, з часом його учасники розробили серйозну платформу. Більше того, ідея політичної дискусії в закладах, де подають якісне пиво, стала символом свободи об'єднань і самовираження, інтелектуальної толерантності та вищого рівня життя.
На парламентських виборах 1991 року ППЛП отримала 16 місць у Сеймі, здобувши 2,97 % голосів виборців. Незабаром партія розкололася на фракції «Велике пиво» та «Мале пиво», незважаючи на заяви Ревінського про те, що «пиво не буває ні світлим, ні темним, воно смачне». Зрештою, 1993 року ППЛП була розпущена.
Фракція «Велике пиво» отримала назву Польська економічна програма. Втративши імідж дивакуватості, Польська економічна програма стала асоціюватися з Демократичною унією. Фракція «Мале пиво» почала асоціюватися з Ліберально-демократичним конгресом у Коаліції ліберальних проринкових партій, яка підтримала кандидатуру Ганни Сухоцької на посаду прем'єр-міністра.